# Manuel Laborde
Manuel Laborde Werlinden (Tolosa, 29 de diciembre de 1899 – San Sebastián, 12 de mayo de 1993) fue un ingeniero y naturalista español.

## Carrera profesional
Inició sus estudios en Tolosa y los continuó en la Escuela Industrial de Santander. En 1917 ingresó en la Escuela Técnica Superior de Ingeniería de Bilbao, licenciándose en Ingeniería Industrial en 1923. Ese mismo año comenzó a trabajar en CAF. En 1926 fundó junto a sus familiares la empresa Labher en Andoáin, siendo Manuel el director general. Desde 1963 formó parte de la comisión de tecnología nuclear de la Escuela de Ingenieros Industriales de Bilbao.

## Actividades culturales
Miembro Real Sociedad Bascongada de los Amigos del País y del grupo «Amigos de Aralar», que impulsaría la creación de la Sociedad de Ciencias Aranzadi (AZE) (1945). Apoyó financieramente las investigaciones de AZE. En 1952 organizó, junto con otros miembros de la AZE, el regreso de José Miguel de Barandiarán a España. Publicó numerosos artículos sobre geología, minería, metalurgia, fundiciones y la prehistoria en la revista Munibe, el Boletín de la Comunidad Autónoma Vasca y otras revistas. Desde 1969 fue asesor técnico del Instituto Geológico Lucas Mallada. En Guipúzcoa descubrió dos dólmenes, catorce lápidas y el yacimiento arqueológico de Marizulo. Fue un experto en filatelia, iconografía y arte. Contribuyó al documental “Guipúzcoa” de Pío Caro Baroja. De 1978 a 1980 dirigió el departamento de física, química y matemáticas de la Sociedad de Estudios Vascos. En 1984 la Comunidad Autónoma Vasca le rindió homenaje en el Palacio Insausti de Azcoitia. En 1988 la Asociación de Estudios Vascos le otorgó el Premio Manuel Lekuona. La Universidad del País Vasco cuenta con los premios “Manuel Laborde Werlinden”, dirigidos a iniciativas industriales innovadoras.